# Buck Bumble
Buck Bumble es un videojuego de acción para Nintendo 64 desarrollado por la compañía de videojuegos británica Argonaut Games y publicado por Ubisoft en 1998. Buck Bumble' es, asimismo, el nombre de la abeja ciborg que protagoniza este videojuego.

## Historia
El 1 de diciembre de 1998 por descuido de un derramamiento de una sustancia química desconocida, ha causado un impacto sobre la comunidad de insectos en algún lugar rural de Inglaterra. En los prados y jardines se erige un malvado ejército dirigido por tipo de una reina mantis (la cual es la última adversaria del juego) que mutó y aumentó su tamaño gracias a las ya mencionadas sustancias químicas, por lo que ha comenzado una guerra con el objetivo de eliminar todo tipo de fuerza opuestas a su causa y conquistar finalmente el mundo exterior, con la ayuda de "poderosas" armas.
Es hasta ese momento cuando Buck Bumble hace su aparición con el único frente de defensa contra los intereses de este malvado imperio, para salvar toda la vida del jardín de ser destruido y prevenir que el imperio infrinja el daño antes que fuese demasiado tarde.

## Modo de juego
Controlas al personaje Buck Bumble en el papel de un lograr su cometido. El juego emplea la vista de tercera-persona y se despliega en un ambiente del modo 3D poligonal. La configuración es algo simple el botón A es utilizado para volar o caminar sobre la tierra y las vueltas se logran con el stick análogo así como subir y bajar, por ejemplo, apretando A y hacia arriba con el stick se logra como resultado que el personaje dispare hacia arriba.
Hay cosas simples que agradó a los jugadores como la habilidad de aterrizar y avanzar a pie y llevar un sinfín número de armas (15 en total).
Las armas varían desde lásers estándar, cañones, bombas atómicas y más. La mayoría de los enemigos pueden ser destruidos con cualquiera de las con armas, la parte estratégica es al decidir cuál arma se utilizara en ciertos niveles y escenarios u tipo de enemigos.
Los enemigos por lo general son insectos de diferentes tipos y con algún parecido al tipo de armamento de guerra por ejemplo hay abejas, avispas, colmenas llenos de ellas, gusanos, libélulas, larvas, hormigas, etc.

## Multijugador
Hay dos modos de multijugador en el juego, el primer, es más bien una batalla uniforme que tiene como objetivo acabar con su oponente contrario, con la ayuda de todas las armas disponibles en el juego, seleccionándolas previo al inicio de la partida, así como el número de muertes que uno necesita tener para ganar la partida.
El otro modo es un tipo de fútbol modificado, en el que el objetivo es meter un enorme balón de fútbol soccer en la portería rival, con la ayuda del cuerpo, láser, o un lanzador de granadas (siendo este último el más eficiente) controlando cada jugador a su propia abeja. Este tipo de juego es mucho más simple que el primero, pero que resultó ser el fuerte en casi todo este título, teniendo un gran factor de diversión y entretenimiento.

## Gráficos y sonidos
Este juego no presenta nada nuevo al momento de su salida (en lo que a gráficos y sonido se refiere) su salida algo tardía le costó mucho en su éxito, pues el tipo de juego fue similar al exitoso Banjo-Kazooie explotando ya ese modo de juego, y aunque gráficamente fue muy "normal", presentaba algunos problemas por la excesiva niebla, de la que abusaban varios juegos del N64.
El sonido fue acorde con el juego, en el principio de juego presentaba un tipo de rap en el que decía "Buck to buck to the buck to the buck...Buck Bumble" que fue algo pegadizo para algunos jugadores.